# Grafofoon

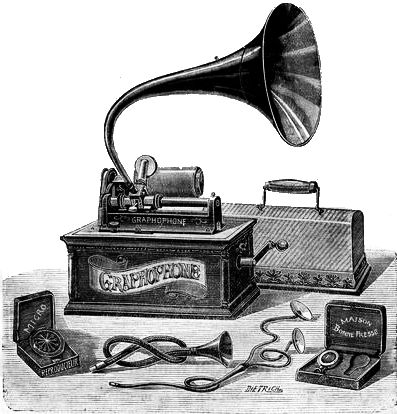
Grafofoon uit 1901

De grafofoon (Engels: Graphophone) was een apparaat om geluid op te nemen en weer af te spelen, en wordt gezien als de voorloper van de dictafoon. Het was een verbeterde versie  van de fonograaf uit 1877 van Thomas Edison. De grafofoon werd rond 1885 uitgevonden door assistent Charles Sumner Tainter in het Volta-laboratorium van Alexander Graham Bell en Alexanders neef Chichester Bell.

## Ontwikkeling
Bij de "sprekende machine" van Edison werden via een membraan en een stalen naald de geluidstrillingen vastgelegd, doordat de scherpe punt van de naald een groef van wisselende diepte trok in een laagje bladtin die om een ronddraaiende cilinder was aangebracht. Na de opname werd de naald naar het begin van de cilinder gebracht en in de geluidsspoor gezet. Door vervolgens de cilinder rond te draaien werd het opgenomen geluid via een hoorn afgespeeld. Echter, na het verkrijgen van het patent op zijn fonograaf, ging Edison niet verder met de ontwikkeling van de machine, omdat hij zich vanaf dan volledig bezighield met de uitvinding van de gloeilamp.
Bell en Tainter zagen het gebruik van tinfolie in Edisons ontwerp als een groot obstakel. Ten eerste moest men, om een goede opname te maken, over een krachtig stemgeluid beschikken en ten tweede waren de opnames zo fragiel dat deze na een aantal keer te zijn afgespeeld al begonnen te vervagen. Na vijf jaar geëxperimenteerd te hebben met verschillende materialen kwamen ze tot de conclusie dat carnaubawas op een papieren rol het beste resultaat gaf, omdat hierin naast een diepere ook een fijnere groef kon worden gesneden. Daar waar Edisons ontwerp een opnametijd had van twee tot drie minuten, kon met hun verbeterde versie tien minuten worden opgenomen.
Deze innovatie werd mei 1886 gepatenteerd onder de naam "Graphophone". Het zou een belangrijke stap voorwaarts zijn in verdere ontwikkeling ervan en de eerste stap in de fabricage van een commercieel verkoopbaar product.

## Octrooirechten
Hoewel Bell en Tainter Edison erkenden als de eigenlijke uitvinder ervan en hem zelfs wilde laten meedelen in de winst in ruil voor de verdere ontwikkeling ervan, wees Edison hun voorstel resoluut af. Volgens hem hadden ze zijn favoriete uitvinding gestolen en dus klaagde hij de heren aan wegens inbreuk op zijn octrooi uit 1878. Later werd de zaak tussentijds geschikt, ook omdat Edison een aantal van Tainters ideeën had gebruikt in latere uitvoeringen van zijn fonograaf.